# Tetraponera rufonigra
Tetraponera rufonigra är en myrart som först beskrevs av Jerdon 1851.  Tetraponera rufonigra ingår i släktet Tetraponera och familjen myror.

## Underarter
Arten delas in i följande underarter:
- T. r. ceylonensis
- T. r. rufonigra
- T. r. testaceonigra
- T. r. yeensis

## Bildgalleri

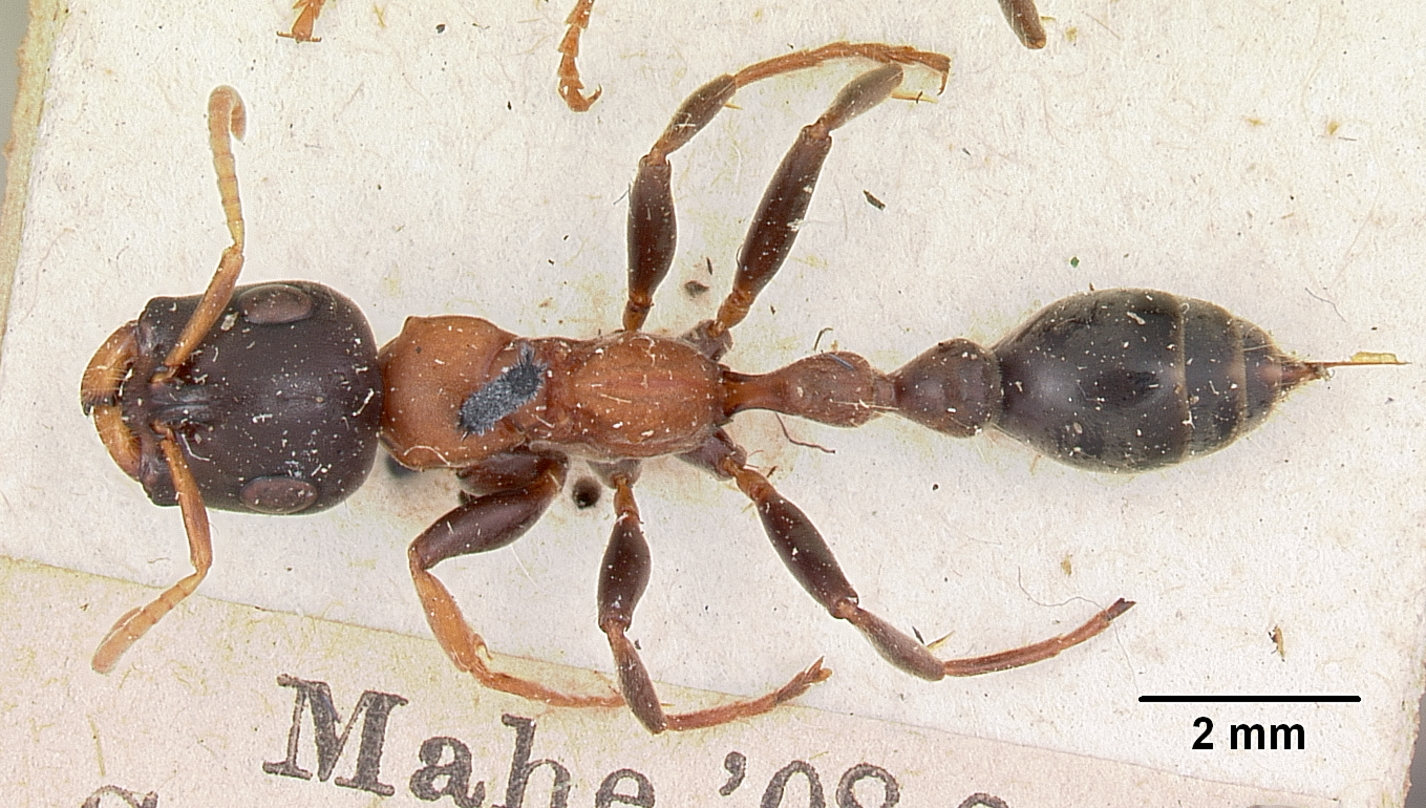
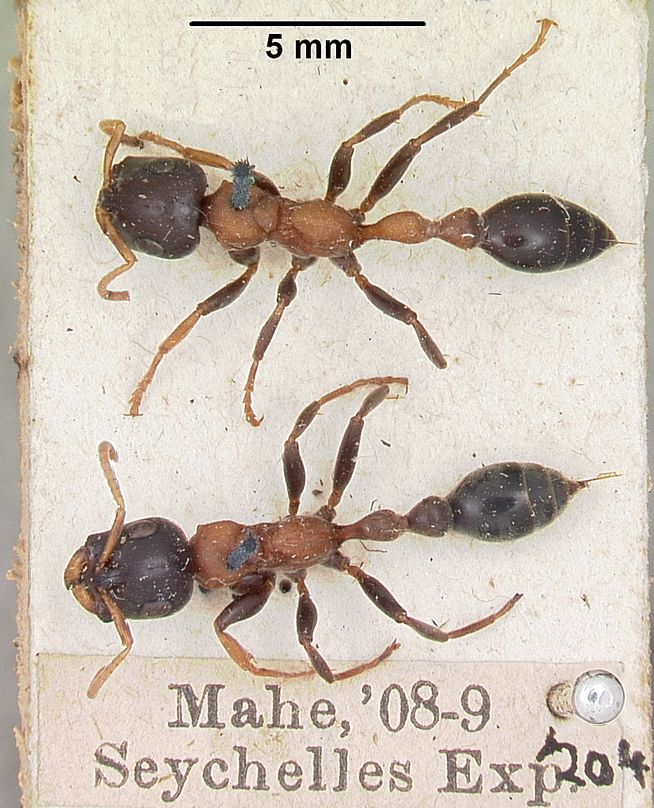
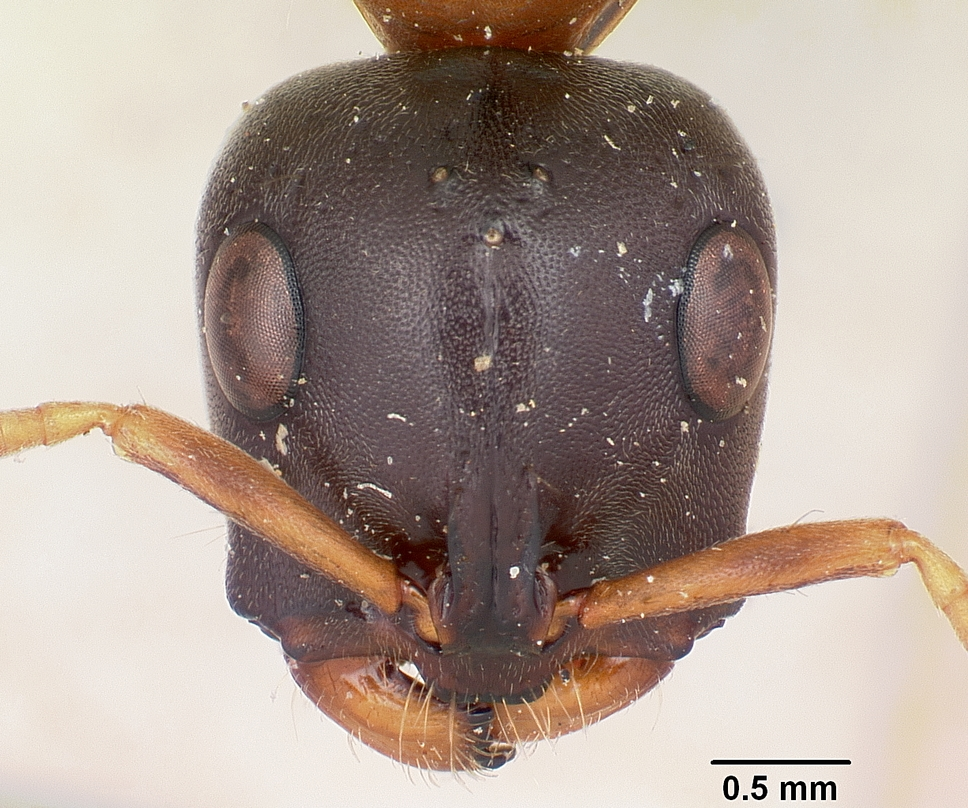
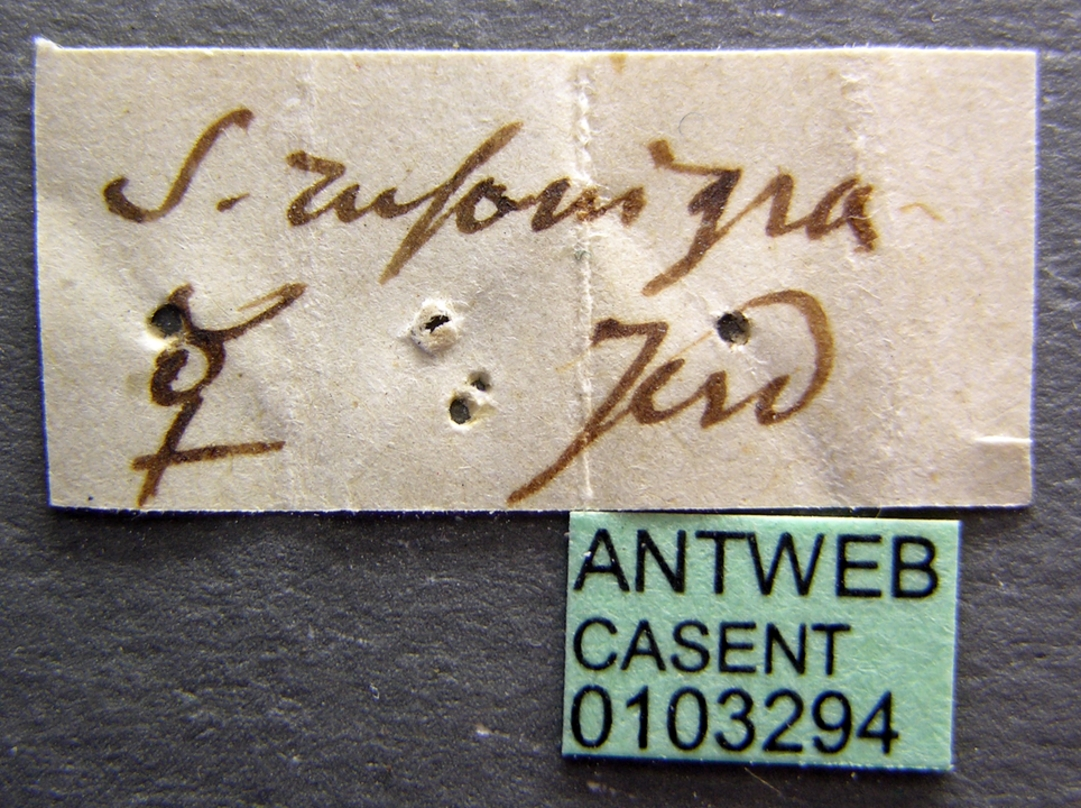
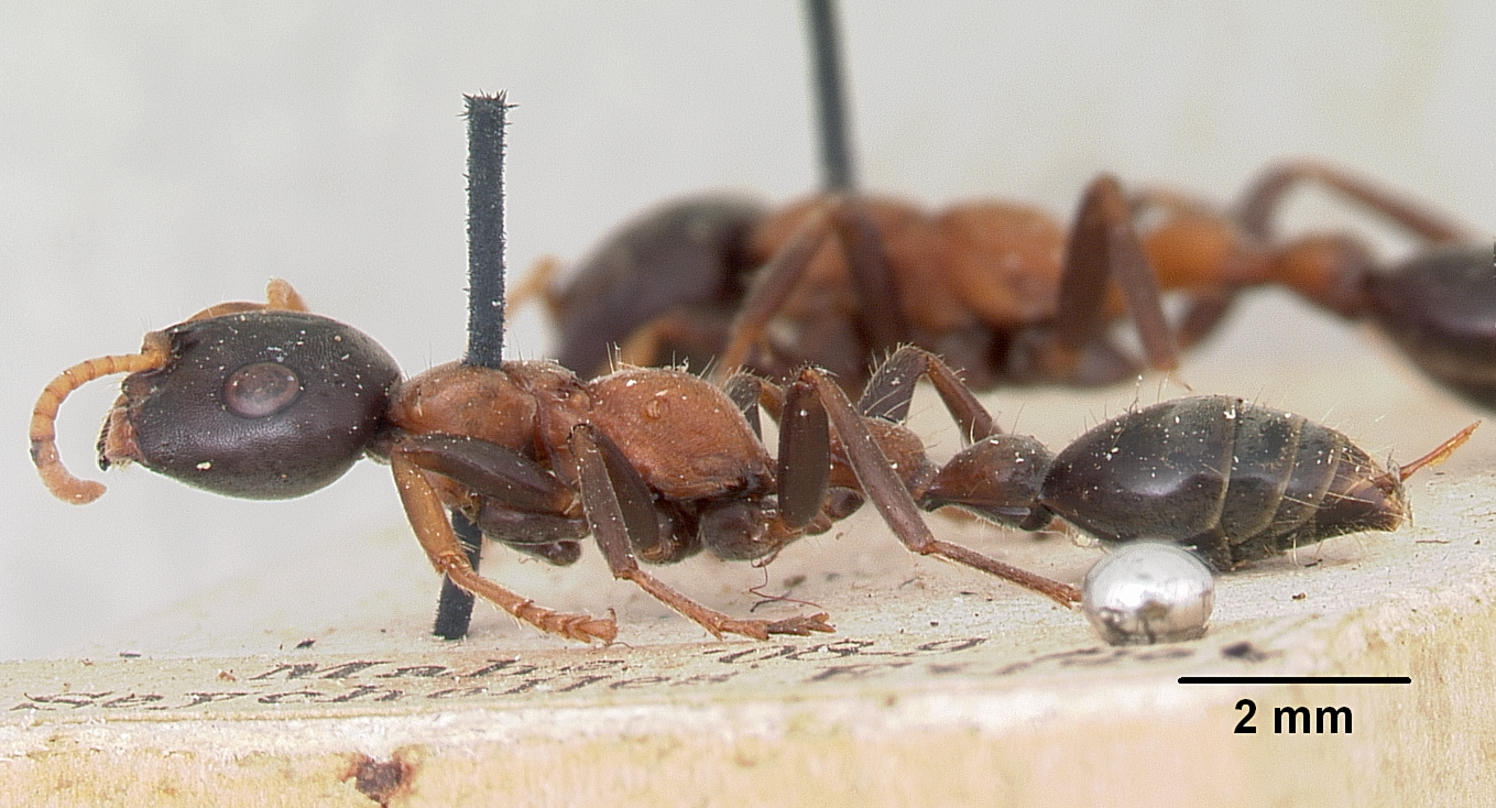
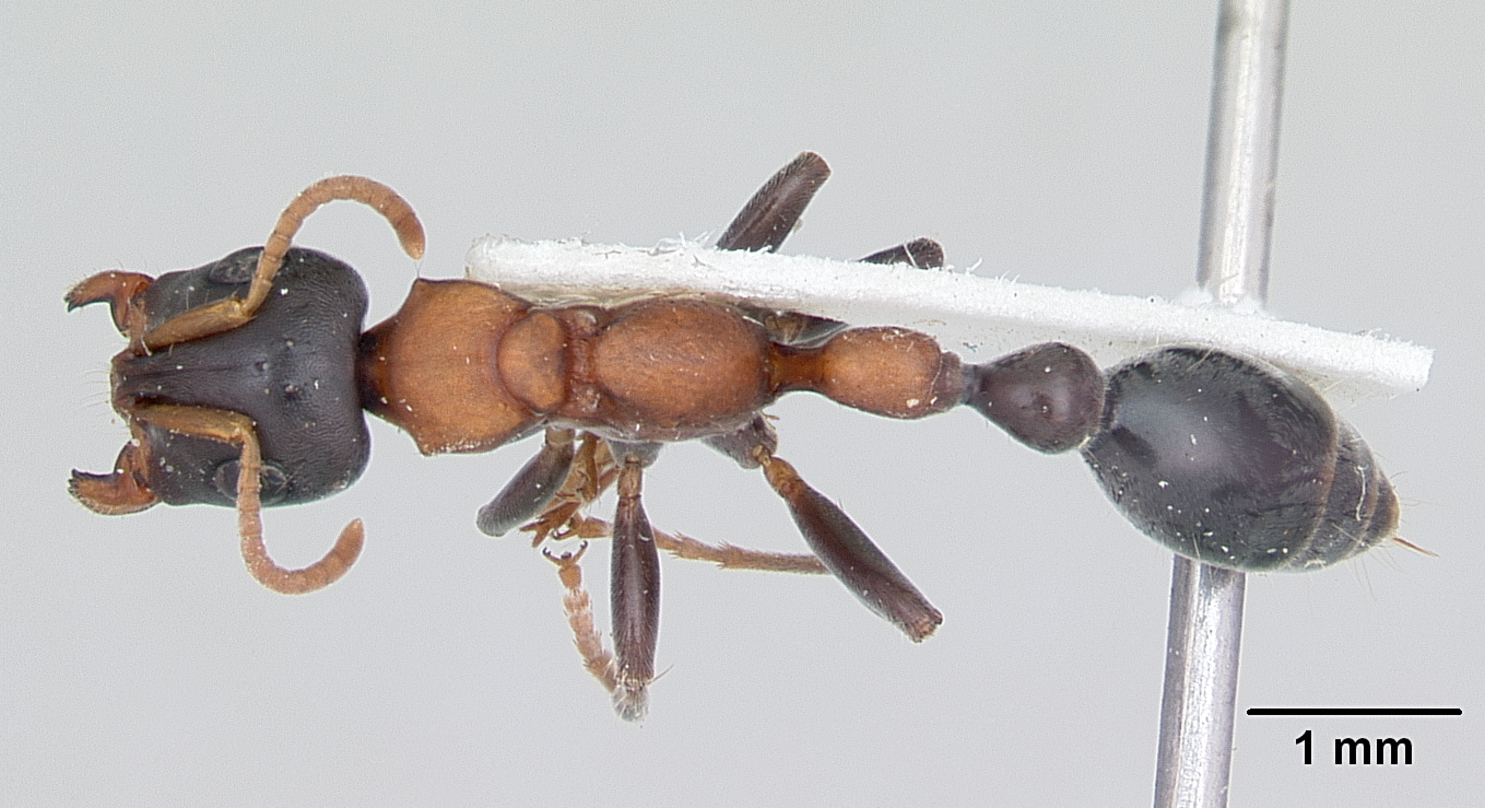